# Hypochilus kastoni
Hypochilus kastoni är en spindelart som beskrevs av Norman I. Platnick 1987. Hypochilus kastoni ingår i släktet Hypochilus och familjen Hypochilidae. Inga underarter finns listade i Catalogue of Life.